# Dira clytus
Dira clytus är en fjärilsart som beskrevs av Carl von Linné 1764. Dira clytus ingår i släktet Dira och familjen praktfjärilar. Inga underarter finns listade i Catalogue of Life.